# Нос (повесть Гоголя)
«Нос» — сатирическая абсурдистская повесть, написанная Николаем Васильевичем Гоголем в 1832—1833 годах. Впервые опубликована в журнале «Современник» в 1836 г., III том.

## «Нос» в произведениях других авторов

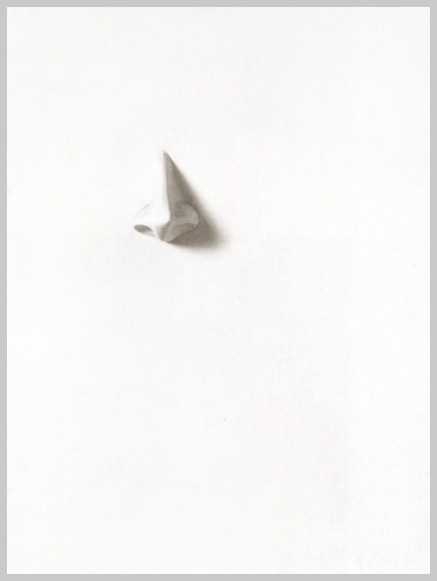
«Сон коллежского асессора» 1983 г.